# Big Bang (музичка група)
Big Bang је јужнокорејска музичка група основана 2006. године. Групу чине певачи и репери T.O.P, G-Dragon, Десунг и Тејанг. Сматра се једном од најуспешнијих кеј-поп група. Због тога су познати под надимком „Краљеви кеј-попа”. До сада су издали осам студијских албума.

## Дискографија
Корејски албуми
- Bigbang Vol.1 (2006)
- Remember (2008)
- Made (2016)

Јапански албуми
- Number 1 (2008)
- Big Bang (2009)
- Big Bang 2 (2011)
- Alive (2012)
- Made Series (2016)